# 拉伊涅斯塔
拉伊涅斯塔，是西班牙卡斯蒂利亚-莱昂萨莫拉省的一个市镇。 总面积33平方公里，总人口386人（2001年），人口密度12人/平方公里。